# ويسكيوس (باد كاليه)
ويسكيوس، باد كاليه (بالفرنسية: Wisques)‏ هي بلدية تقع في إقليم باد كاليه من منطقة نور با دو كاليه في شمال فرنسا. تبلغ مساحة هذه المدينة 3.74 (كم²)، وترتفع عن سطح البحر 126 م، يبلغ عدد سكانها 248 نسمة حسب إحصاء المعهد الوطني للإحصاء والدراسات الاقتصادية سنة 2009 م. وترأس Gérard Wyckaert البلدية خلال فترة (2008-2014).